# Can Guardiola (Barcelona)
Can Guardiola és un edifici situat al xamfrà dels carrers de Cuba i la Rambla de Fabra i Puig del barri de Sant Andreu de Palomar, catalogat com a Bé Cultural d'Interès Local.

## Descripció
És una casa unifamiliar que consta de planta baixa, dos pisos i golfes amb teulada a dues aigües. A la part posterior hi ha un petit jardí amb palmeres.
La façana principal és la que dona a la Rambla Fabra i Puig. A la planta baixa un sòcol recorre tot l'edifici; al centre de la façana s'obre la porta principal i una finestra a banda i banda. Tant les finestres com la porta estan emmarcades per unes pilastres amb capitell corinti que reposen sobre el sòcol i aguanten una llinda llisa. Les mènsules que aguanten els balcons del pis superior reposen en aquestes llindes i en l'espai que queda al mig hi ha decoració vegetal. En la porta principal la llinda desapareix per així tenir més espai per la decoració on es pot veure l'any de construcció entre dracs i elements vegetals. El parament d'aquest pis és d'estuc imitant carreus.
A la planta noble s'obren tres obertures que donen a tres balcons. Aquestes portes estan emmarcades per pilastres amb capitell corinti que aguanten una llinda llisa sobre la qual hi ha un frontó triangular amb decoració vegetal i rematats a banda i banda amb esgrafiats. El balcó central és de pedra amb fulles d'acant i l'escut de Barcelona; els laterals són de ferro forjat.
El pis superior té tres finestres emmarcades per una motllura llisa amb flors a les cantonades. Per sobre de cada finestra hi ha un òcul amb l'interior trilobulat i al voltant esgrafiats de garlandes. El coronament de la façana és molt gran, amb un timpà mixtilini, decoració esgrafiada de garlandes i les inicials F.G. i un gran ull de bou amb motius florals en relleu. La façana està emmarcada a banda i banda per unes pilastres que la recorren i acaben en unes boles de pedra decorades amb garlandes i flors.
La façana lateral és més senzilla però té els mateixos elements decoratius. A la planta baixa es pot veure el sòcol i els falsos carreus però aquí les 4 finestres estan emmarcades per una motllura llisa. A la primera planta hi ha dos balcons de ferro forjat i una finestra al centre, les tres obertures estan decorades amb garlandes esgrafiades a la part superior. Al pis superior hi ha tres petites finestres amb decoració de garlandes i òculs trilobulats. El mur superior està decorat amb tres petits timpans d'arc de mig punt.
L'interior té el paviment original de rajola hidràulica amb motius geomètrics i florals. Les estances estaven cobertes per volta rebaixada decorades amb estucs i pintures de flors, plantes i entrellaçats. L'escala té decoració floral esgrafiada i barana de ferro forjat. A la planta noble hi ha una petita capella coberta amb cúpula pintada de blau amb estrelles.

## Història
El 1877, Francesc Guardiola i Jubany es va associar amb el seu oncle Josep Parera i Guardiola per a crear la societat Parera i Guardiola, que va construir la Farinera Fort Pius a la carretera de Ribes. El 1882 van adoptar el sistema austrohongarès, que permetia millorar la qualitat i la producció de la mòlta de gra, el que va fer que l'empresa creixés espectacularment i s'enriquís.
El 1903, va encarregar-ne al projecte al mestre d'obres Josep Codina i Clapés. Inicialment tenia una planta menys i uns criteris estètics antiquats, però finalment es va fer un canvi de plantejament i s'hi va afegir una planta i uns elements decoratius més adients a la seva època.
A mitjans dels anys 1980, el propietari va morir i una constructora va comprar l'immoble per a fer-hi pisos. Gràcies al moviment veïnal i les accions realitzades per la comissió «Salvem Can Guardiola», la Generalitat de Catalunya el va adquirir i actualment allotja un hotel d'entitats depenenent del Departament de Benestar i Família.